# Philippe Grivel
Pour les articles homonymes, voir Grivel.
Philippe Grivel est un chef opérateur du son français.

## Biographie
Après des études de physique à l'Université de Poitiers, il intègre l'École nationale supérieure Louis-Lumière, département son, dont il sort diplômé en 1992.

## Filmographie partielle
- 2003 : Adieu pays de Philippe Ramos
- 2005 : Voici venu le temps d'Alain Guiraudie
- 2006 : Le Dernier des fous de Laurent Achard
- 2006 : Le soleil et la mort voyagent ensemble de Frank Beauvais (court métrage)
- 2007 : Capitaine Achab de Philippe Ramos
- 2007 : Compilation, 12 instants d'amour non partagé de Frank Beauvais (court métrage)
- 2008 : Je flotterai sans envie de Frank Beauvais (court métrage)
- 2009 : Au voleur de Sarah Leonor
- 2011 : Jeanne captive de Philippe Ramos
- 2013 : L'Inconnu du lac d'Alain Guiraudie
- 2014 : Le Grand Homme de Sarah Leonor
- 2015 : Fou d'amour de Philippe Ramos
- 2015 : Les Châteaux de sable d'Olivier Jahan
- 2016 : Rester vertical d'Alain Guiraudie
- 2016 : Enfin des bonnes nouvelles de Vincent Glenn
- 2016 : Celui qu'on attendait de Serge Avédikian
- 2017 : L'Indomptée de Caroline Deruas
- 2017 : Passade de Gorune Aprikian
- 2017 : Bienvenue au Gondwana de Mamane
- 2019 : Ne croyez surtout pas que je hurle de Frank Beauvais
- 2020 : Monsieur Deligny, vagabond efficace de Richard Copans
- 2020 : Vaurien de  Peter Dourountzis
- 2020 : Autonomes de François Bégaudeau
- 2021 : L'Homme qui penche de Marie-Violaine Brincard et Olivier Dury
- 2022 : Viens je t'emmène d'Alain Guiraudie
- 2023 : Amore mio de Guillaume Gouix
- 2023 : Ici Brazza d'Antoine Boutet (mixage)

## Distinctions

### Nominations
- César 2014 : César du meilleur son pour L'Inconnu du lac[3]